# Nicolas François Rémond
Nicolas-François Rémond (* 1676; † 1725) war Erster Rat des Herzog von Orléans und Bruder des Mathematikers Pierre Rémond de Montmort.
Louis de Rouvroy, duc de Saint-Simon beschreibt Nicolas-François Rémond als äußerlich von nicht schöner Gestalt, jedoch als überaus gebildet und von großem gesellschaftlichen Geschick, wozu auch seine glückliche Ehe mit der Tochter eines Juweliers beitrug. Seine besonderen Interessen galten der Mathematik, Politik, Philosophie, Literatur und Poesie.
Ab 1713 pflegte Rémond bis zu dessen Tod 1716 einen regen Briefwechsel mit Gottfried Wilhelm Leibniz, dem wir wesentliche Erkenntnisse über die Monadologie sowie Leibniz’ Arbeiten zur chinesischen Kosmologie, Naturphilosophie und Religiosität verdanken. Letzteres ergibt sich aus einem unvollendet gebliebenen Brief an Rémond: „Discours sur la théologie naturelle des Chinois“.
Darüber hinaus war Rémond für Leibniz in dem Prioritätsstreit über die Differentialrechnung ein wichtiges Bindeglied zu England. Mary Wortley Montagu beschreibt in ihren Lebenserinnerungen einen Besuch Remonds in London im Jahr 1720.